# 1999年2月16日の日食

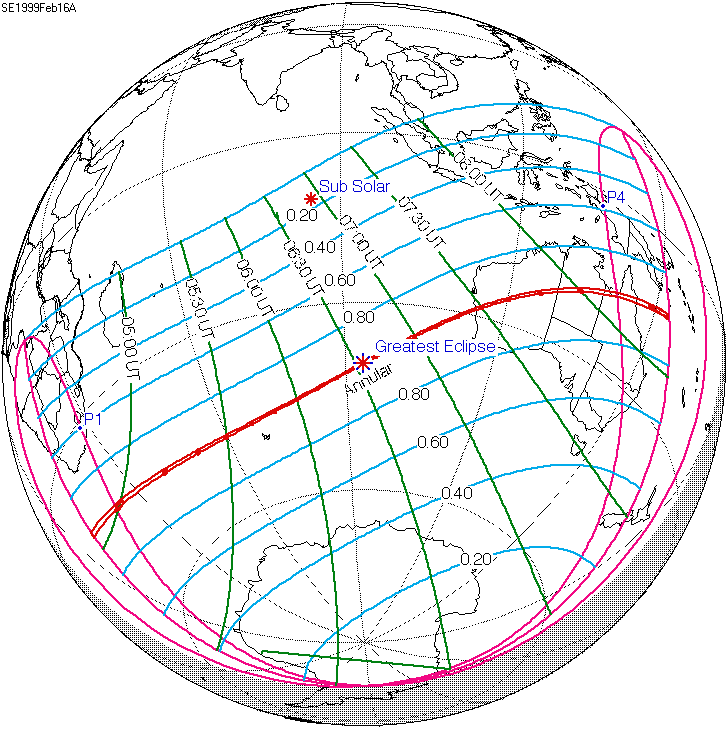

1999年2月16日の日食は、1999年2月16日に観測された日食である。南アフリカの離島プリンス・エドワード諸島とオーストラリアで金環日食が観測され、アフリカ南部、マレー諸島、オセアニア西部、南極大陸及び周辺の一部で部分日食が観測された

## 通過した地域
金環帯が通過した、金環日食が見えた地域は南アフリカの離島プリンス・エドワード諸島のマリオン島北部とプリンス・エドワード島全島、オーストラリアの西オーストラリア州からヨーク岬半島南部までの範囲だった。
また、金環日食が見えなくても、部分日食が見えた地域はアフリカ南部、マレー半島南部、南沙諸島南部、マレー諸島のほとんど（スマトラ北部とフィリピン北部を除く）、パラオ、マリアナ諸島、ミクロネシア連邦中西部、オーストラリア全国、ニュージーランド全国、メラネシアのほとんど（ソロモン諸島最東端とフィジーを除く）、南極大陸のほとんど（南極半島とエルスワースランドの沿岸部を除く）。南極大陸の白夜のある一部の地域では深夜0時をまたいで2月15日から2月16日まで、または完全に2月15日に日食が見えた。

## 観測
金環帯がオーストラリア国内で通過した地域はほとんど晴れだった。そのうち、西オーストラリア州にあり、オーストラリア国立信託に管理されている多くの古代の建物があるグレネフも金環帯の中央線に位置し、多くの科学者とメディアが集まった。アメリカ航空宇宙局ゴダード宇宙飛行センターの天体物理学者フレッド・エスペナック、ウィリアムズ大学の教授ジェイ・パサチョフ、日本からの大規模な観測グループなども含まれた。この金環日食の時、月の本影のシャドウコーンの先端が地球表面に非常に近いため、金環食の食分が非常に大きく、地球上から見る月と太陽の外周は非常に近く、月面の縁にある凹凸の山のため、普通は皆既日食の時しか見えないベイリー・ビーズが見えた。また、太陽の光球のほとんどが覆われたため、食の最大の時の前後には彩層が撮影できた。